# Takaharu Furukawa
Takaharu Furukawa, född 9 augusti 1984 i Aomori, är en japansk bågskytt som tog OS-silver i den individuella tävlingen vid de olympiska bågskyttetävlingarna 2012 i London.